# RD-215
Le RD-215 (indice GRAU 8D513) était un moteur-fusée à ergols liquides à deux tuyères, brûlant du AK-27 (un mélange de 73 % d'acide nitrique et de 27 % de N2O4 + iode comme  passivant) et de l'UDMH. Il était utilisé dans un module composé de deux moteurs (quatre tuyères) appelé RD-216 (indice GRAU 8D514). Le RD-215 fut développé par l'OKB-456 pour le missile balistique de théâtre R-14 (8K65) de Yanguel (Ioujmach). Des variantes furent aussi utilisées sur les lanceurs Kosmos-1, Kosmos-3 et Kosmos-3M.

## Versions
La famille comporte plusieurs versions, :
- RD-215 : indice GRAU 8D513. Conception originale pour le missile R-14 (8K65). Utilisé également sur les fusées Kosmos-1 et Kosmos-3[1],[2],[4],[5],[6].
- RD-215U : indice GRAU 8D513U. Moteur amélioré pour le R-14U (8K65U)[2].
- RD-215M : indice GRAU 8D513M. Version améliorée utilisée sur le Kosmos-3M[2].
- RD-217 : indice GRAU 8D515. Conception modifiée pour le premier étage du missile R-16 (8K64).
- RD-219 : indice GRAU 8D713. Conception modifiée pour le deuxième étage du R-16 (8K64).

## Modules
Ces moteurs étaient regroupés en modules composés de deux ou trois moteurs. Les modules produits en série furent, :
- RD-216 : index GRAU 8D514. Groupe de deux RD-215, utilisé sur le premier étage des R-14 (8K65), Kosmos-1 et Kosmos-3[1],[2].
- RD-216U : index GRAU 8D514U. Groupe de deux RD-215U, utilisé sur le premier étage du R-14U (8K65U)[2].
- RD-216M : index GRAU 8D514M. Groupe de deux RD-215M, utilisé sur le premier étage du Kosmos-3M[2].
- RD-218 : index GRAU 8D712. Groupe de trois RD-217, propulse le premier étage du R-16 (8K64).

| Moteur                         | RD-215                                                                 | RD-215U                                                                | RD-215M                                                                |
| ------------------------------ | ---------------------------------------------------------------------- | ---------------------------------------------------------------------- | ---------------------------------------------------------------------- |
| Indice GRAU                    | 8D514                                                                  | 8D514U                                                                 | 8D514M                                                                 |
| Développement                  | 1958-1960                                                              | 1960-1961                                                              | 1966-1968                                                              |
| Ergols                         | AK-27I (73 % acide nitrique, 27 % N2O4 et iode comme passivant) / UDMH | AK-27I (73 % acide nitrique, 27 % N2O4 et iode comme passivant) / UDMH | AK-27I (73 % acide nitrique, 27 % N2O4 et iode comme passivant) / UDMH |
| Pression chambre de combustion | 7,355 MPa                                                              | 7,355 MPa                                                              | 7,355 MPa                                                              |
| Poussée, vide                  | 887 kN                                                                 | 887 kN                                                                 | 890 kN                                                                 |
| Poussée, niveau de la mer      | 740 kN                                                                 | 740 kN                                                                 | 742,8 kN                                                               |
| Isp, vide                      | 289 s                                                                  | 289 s                                                                  | 291,3 s                                                                |
| Isp, niveau de la mer          | 246 s                                                                  | 246 s                                                                  | 248 s                                                                  |
| Durée de fonctionnement        | 146 s                                                                  | N/A                                                                    | N/A                                                                    |
| Hauteur                        | 2 205 mm                                                               | 2 205 mm                                                               | 2 205 mm                                                               |
| Diamètre                       | 2 260 mm                                                               | 2 260 mm                                                               | 2 260 mm                                                               |
| Masse                          | 575 kg                                                                 | 575 kg                                                                 | 570 kg                                                                 |
| Utilisation                    | R-14 (8K65), Kosmos-1 et Kosmos-3                                      | R-14U (8K65U)                                                          | Kosmos-3M                                                              |